# Butters Stotch
Leopold Butters Stotch je fiktivní postava z amerického animovaného seriálu Městečko South Park, vysílaného na Comedy Central, kde společně s Ericem Cartmanem, Stanem Marshem, Kylem Broflovskim a Kenny McCormickem patří mezi hlavní postavy. Jedná se o postavu částečně založenou na režisérovi animace South Parku, Ericu Stoughovi.

## Osobnost
Stejně jako i Buttersovi přátelé, i sám Butters je často vulgární. Butters patří mezi nejmorálnější a nejnaivnější hlavní postavy.
Butters má rád fekální humor a kanadské duo Terrance a Phillip.

## Rodina
Buttersovi rodiče jsou Lynda a Stephen Stotchovi, původem Havajané, ale usadili se v South Parku, ve státě Colorado. Stephen se živí na úřadu práce a také jako trenér South Parského baseballového týmu, zatímco Lynda je žena v domácnosti, která se stará o svého syna. Oba Buttersovi rodiče jsou velmi přísní, zvláště pak jeho otec, který mu dává zaracha prakticky za všechno, co udělá (občas to ani neudělá).